# Fausto Elhuyar
Fausto Elhuyar, właśc. Fausto de Elhuyar y de Suvisa (ur. 11 października 1755 w Logroño, zm. 6 lutego 1833 w Madrycie w Hiszpanii) – hiszpański chemik.
Współodkrywca wolframu wraz ze swym bratem Juanem José Elhuyarem w 1783 r.